# Christiane Kruse (Kunsthistorikerin, 1961)
Christiane Kruse (* 1961 in Walsrode) ist eine deutsche Kunsthistorikerin und Hochschulprofessorin an der Muthesius Kunsthochschule Kiel in den Bereichen Kunstgeschichte und visuelle Kulturen. Sie ist nicht zu verwechseln mit der gleichnamigen Kollegin Christiane Kruse (Kunsthistorikerin, 1954).

## Leben
Christiane Kruse studierte Kunstgeschichte, neuere deutsche Literatur und Mediävistik an der Georg-August-Universität Göttingen, der Ludwig-Maximilians-Universität München und in Florenz. Sie promovierte 1994 an der LMU München mit ihrer Dissertation Die Niederländer in der zweiten Generation.
Als freischaffende Kunsthistorikerin arbeitete sie im Haus der Kunst München in der Ausstellungsorganisation, als Lektorin beim Wienand Verlag, Köln, als freie Mitarbeiterin der Süddeutschen Zeitung im Ressort „Ausstellungs-, Tagungs-, Buchrezensionen“ und bei der Frankfurter Allgemeinen Zeitung.
1996 bis 2002 war sie wissenschaftliche Angestellte an der Universität Konstanz im Bereich „Literatur und Anthropologie“ und 2002 habilitierte sie dort in der geisteswissenschaftlichen Sektion. Seit 2011 ist sie Professorin für Kunstgeschichte und visuelle Kulturen an der Muthesius Kunsthochschule, Kiel.

## Schriften (Auswahl)

### Monographien
- Welterschaffung – Kunstvernichtung. Kunst in Zeiten der Bilder. Berlin und Boston 2020
- Wozu Menschen malen. Historische Begründungen eines Bildmediums. München 2003. (Habilitationsschrift)[1]
- mit Hans Belting: Die Erfindung des Gemäldes. Das erste Jahrhundert der niederländischen Malerei. München 1994. (Dissertation)[2]

### Herausgeberschaften
- Mit Birgit Mersmann: Bildagenten. Historische und zeitgenössische Bildpraxen in globalen Kulturen. München 2021
- Mit Birgit Meyer, Anne-Marie Korte: Taking Offense. Religion, Art, and Visual Culture in Plural Configurations. Wilhelm Fink Verlag, München 2018.
- Mit Victoria von Flemming: Fassaden? Strategien des Zeigens und Verbergens von Geschichte in der Kunst. Wilhelm Fink Verlag, München 2017.
- Mit Antje Majewski: zhiran / nature. Art, Nature and Ethics. Sternberg Press, Berlin 2015.
- Maske, Maskerade. Vom Barock bis zur Moderne. Wiesbaden 2014.
- Flora Hitzing. Kerngebiete. Mit einem Interview von Christiane Kruse. Dortmund 2014.
- Dis/siumulatio und die Kunst der Maske im Barock. Wiesbaden 2013.
- mit Rainer Stillers: Bildkulturen des Barock. Dialog der Künste in G. B. Marinos La Galeria. Wiesbaden 2012.
- mit Horst Bredekamp, Pablo Schneider: Imagination und Repräsentation. Zwei Bildsphären der Frühen Neuzeit. München 2010.
- Nicht/künstlerische Bilder. Kritische Berichte. Heft 4/2009.
- Mit Rainer Stillers (Hrsg. u. Übers.): Giovann Battista Marino. La Galeria. ital.-dt. Mainz 2009.
- mit Isabel Greschat: „In der Zeit unbegreiflicher Geschehnisse“. Adolf Buchleiter: Zeichnungen zu Dantes göttlicher Kommödie. Galerie Pforzheim 2009.
- mit Felix Thürlemann: Porträt – Landschaft – Interieur. Jan van Eycks Rolin-Madonna in ihrem ästhetischen Kontext. Tübingen 1999.[2]

### Aufsätze
- Vom Ursprung der Bilder aus der Furcht vor Tod und Vergessen. In: Torsten Hoffmann, Gabriele Rippl (Hrsg.): Bilder. Ein (neues) Leitmedium? Wallstein Verlag, Göttingen 2006, S. 15–42.

- Selbsterkenntnis als Medienerkenntnis. Narziß an der Quelle bei Alberti und Caravaggio. In: Marburger Jahrbuch für Kunstwissenschaft 26 (1999), S. 99–116.